# I wonder if I care as much
I wonder if I care as much, elpeetitel Wonder if I care, is een lied van The Everly Brothers. De broers brachten het in 1957 uit op de B-kant van de single Bye bye love.
Daarnaast verscheen het een jaar later op hun debuutalbum met de titel The Everly Brothers. Ook verscheen het in de loop van de jaren op verschillende verzamelalbums en kwam het in 1968 nog een keer in een geüpdatete versie op hun album Roots te staan.

## Covers
Het lied werd verschillende malen gecoverd, waaronder op een single van The Hillsiders (1964), Dickey Lee (1981) en Ricky Skaggs (1987). De laatste twee singles bereikten de Hot Country Songs van Billboard, met een notering op nummer 53 voor Lee en op 30 voor Skaggs.
Verder verschenen er versies op muziekalbums, zoals van Affinity (Affinity, 1970), Tracy Nelson (You'll never be a stranger at my door, 2007) en Neil Young (A letter home, 2014).